# Europese kampioenschappen schaatsen afstanden 2018 - 5000 meter mannen
De 5000 meter mannen op de Europese kampioenschappen schaatsen 2018 werd gehouden op zaterdag 6 januari in het ijsstadion Kometa in Kolomna, Rusland. Het was de eerste editie van de EK afstanden en de initiële titel ging naar Nicola Tumolero.

## Uitslag
| #      | Schaatser              | Land | Tijd    |
| ------ | ---------------------- | ---- | ------- |
| Goud   | Nicola Tumolero        | ITA  | 6.16,85 |
| Zilver | Aleksandr Roemjantsev  | RUS  | 6.18,13 |
| Brons  | Marcel Bosker          | NED  | 6.20,45 |
| 4      | Jan Blokhuijsen        | NED  | 6.21,97 |
| 5      | Danila Semerikov       | RUS  | 6.24,14 |
| 6      | Davide Ghiotto         | ITA  | 6.29,08 |
| 7      | Simon Schouten         | NED  | 6.30,08 |
| 8      | Linus Heidegger        | AUT  | 6.31,87 |
| 9      | Fredrik van der Horst  | NOR  | 6.32,41 |
| 10     | Vital Michajlaw        | BLR  | 6.36,06 |
| 11     | Sebastian Druszkiewicz | CZE  | 6.36,67 |
| 12     | Magnus Bakken Haugli   | NOR  | 6.36,72 |
| 13     | Danil Sinitsyn         | RUS  | 6.37,08 |
| 14     | Jan Szymański          | POL  | 6.37,36 |
| 15     | Andrea Giovannini      | ITA  | 6.40,65 |
| 16     | Adrian Wielgat         | POL  | 6.47,39 |
| 17     | Hallgeir Engebråten    | NOR  | 6.53,72 |
| 18     | Jordan McMillen        | BEL  | 6.58,25 |